# 道格拉斯湖

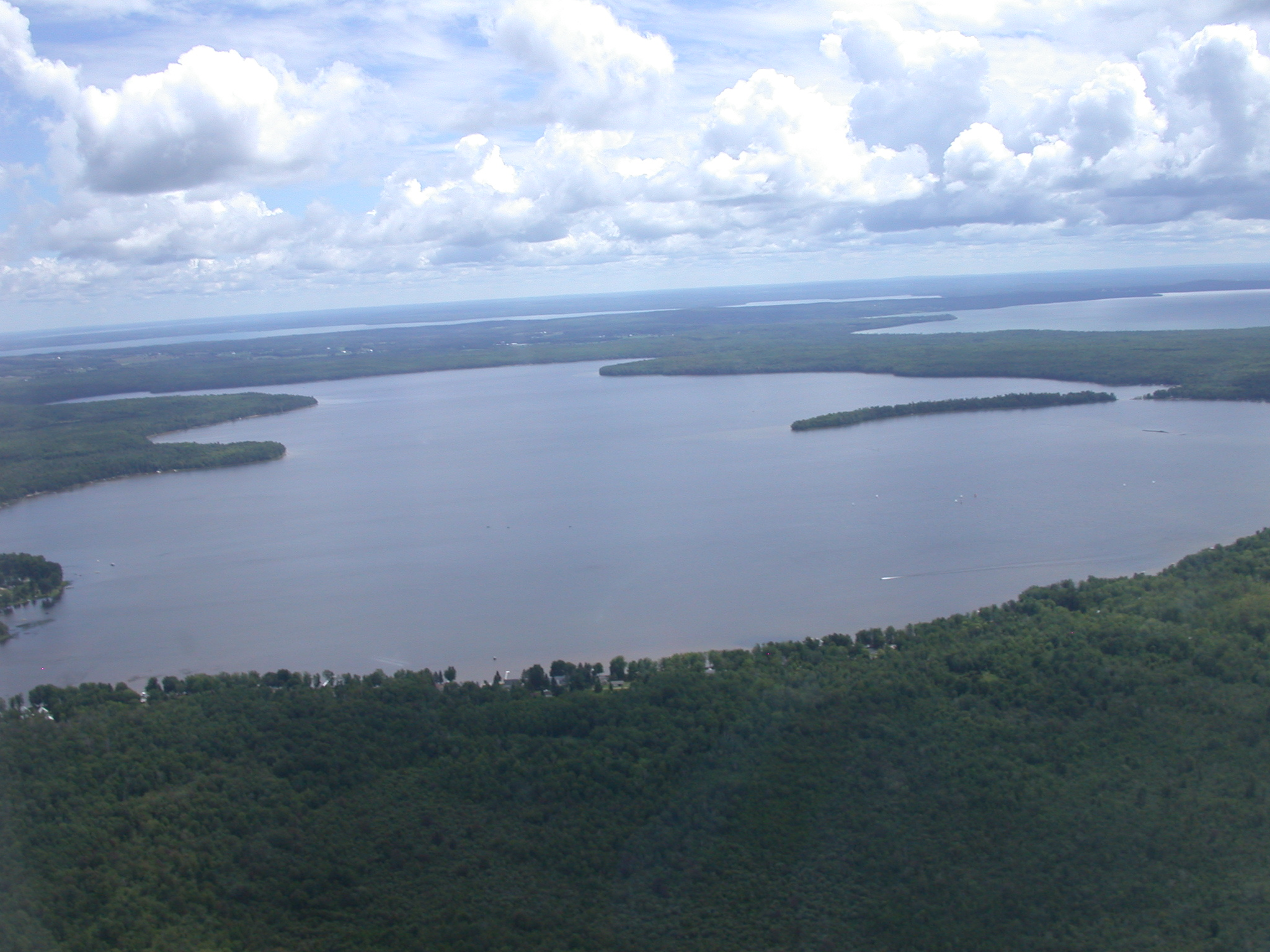
道格拉斯湖

道格拉斯湖（英語：Douglas Lake）是一個位於美國密西根州的內陸湖泊，該湖長6.3公里、寬3.1公里是州內第28大的湖泊，該湖為楓溪的源頭。其管理機構為密歇根大学生物科考站。

## 外部連結
- 密西根大學生物研究中心 （页面存档备份，存于）
- Watershed Council
- 道格拉斯湖檔案

45°34′51″N 84°41′47″W / 45.580949°N 84.696261°W